# Арыгдам
Арыгдам (азерб. Arıqdam) — село Кедабекского района Республики Азербайджан.
Расположено в западной части Азербайджана на берегу реки Кедабек (приток реки Шамкирчай) у подножия горы Шекербей, примерно в 300 км к западу от столицы Баку, и в 3 км северо-западнее от административного центра района г. Кедабек.

## Население
Население в 2015 году составляло 2659 человек.
Основными занятиями жителей являются сельское хозяйство (картофелеводство) и животноводство.
Имеются средняя школа, библиотека, клуб, фельдшерский пункт.

## Достопримечательности
В районе Арыгдам находятся памятники бронзового и железного веков. Карадаг галасы, Бала галасы и другие.